# Гококудзи (станция)
Станция Гококудзи (яп. 護国寺駅 гококудзи эки) — железнодорожная станция на линии Юракутё расположенная в специальном районе Бункё, Токио. Станция обозначена номером Y-11. Была открыта 30 июня 1974 года. На станции установлены автоматические платформенные ворота.

## Планировка станции
Одна платформа островного типа и 2 пути.
| 1 | ○ Линия Юракутё | Иидабаси, Юракутё, Син-Киба           |
| 2 | ○ Линия Юракутё | Икэбукуро, Вакоси, Синрин-Коэн, Ханно |

## Близлежащие станции
| «                |  | Линия         |  | »           |
| ---------------- |  | ------------- |  | ----------- |
| Хигаси-Икэбукуро |  | Линия Юракутё |  | Эдогавабаси |